# IBM 3270
IBM 3270 – model terminala ekranowego, produkowanego przez firmę IBM od roku 1972 jako urządzenie końcowe dla pracy interaktywnej z komputerami mainframe. W latach późniejszym mianem "3270" określano również rodzinę terminali, które powstały jako rozwinięcie konstrukcyjne pierwowzoru.
Terminal 3270 charakteryzował się szeregiem nowatorskich pomysłów, np. w celu zminimalizowania liczby przesłań pomiędzy terminalem a komputerem (a tym samym zmniejszenia obciążenia łącza telekomunikacyjnego i samego komputera) terminal wyposażono w rozbudowane mechanizmy edycyjne oraz możliwość programowania "formatek" (ekranów do edycji i wprowadzania danych) wraz z prostymi procedurami walidacji pól. Pierwsze modele z rodziny 3270 nie miały klawiszy funkcyjnych, później wprowadzono najpierw 12, a potem 24 klawisze funkcyjne (nazywane w dokumentacji "PF keys"). Aby ujednolicić sposób wykorzystania tych klawiszy w aplikacjach, IBM opracował standard, opisujący reguły przypisywania funkcji programu do poszczególnych klawiszy. Specyfikacja ta, nazwana CUA (ang. Common User Access) wywarła duży wpływ na producentów oprogramowania i stosowane przez nich konwencje. Przykładem tego jest – wywodzący się właśnie z CUA – powszechny zwyczaj wiązania funkcji pomocy do programu ("Help") z klawiszem F1.
W chwili obecnej urządzenia klasy 3270 nie są już produkowane, jednak w powszechnym użyciu są liczne programy emulujące działanie tego terminala w różnych środowiskach operacyjnych i na różnych platformach sprzętowych. Cechą charakterystyczną jest podłączenie terminala - zawsze jest on podłączany do kontrolera pośredniczącego w wymianie danych między komputerem a terminalem. Kontrolery np. z rodziny 3174, 3274 były relatywnie zaawansowanymi urządzeniami startującymi z dyskietek (8 cali, 5,25 cala, bardzo rzadko dysk twardy). Obecne emulatory zwykle emulują parę urządzeń kontroler-terminal. 